# وينستون كريت
وينستون كريت (بالإنجليزية: Winston Crite)‏ مواليد 20 يونيو 1965 في بيكرسفيلد، هو لاعب كرة سلة أمريكي معتزل. بدأ مسيرته الاحترافية في سنة 1987. تم اختياره من قبل فريق فينيكس صنز خلال الدرافت. اعتزل اللعب في 1997.

## المسيرة الاحترافية
لعب مع فينيكس صنز من سنة 1987 إلى 1989، ثم لعب مع ستار هوتشوتز في سنة 1990، ثم لعب مع شوليه باسكت في الدوري الفرنسي في سنة 1993، ثم لعب مع بي سي إم جرافيلين في موسم 1994–1995.

## روابط خارجية
- وينستون كريت على موقع إن بي أي (الإنجليزية)
- وينستون كريت على موقع سبورتس رفرنس (الإنجليزية)
- وينستون كريت على موقع الدوري الإسباني لكرة السلة (الإسبانية)
- وينستون كريت على موقع كلية كرة السلة في سبورتس رفرنس.كوم (الإنجليزية)
- وينستون كريت على موقع ريلجم (الإنجليزية)
- وينستون كريت على موقع بروبوليرز (الإنجليزية)
- وينستون كريت على موقع سبورتس رفرنس (الإنجليزية)